# Henri Milloux
Henri Milloux (* 13. April 1898 in Crépy-en-Laonnois; † 28. Juni 1980 in Bordeaux) war ein französischer Mathematiker.
Paul Henri Milloux studierte an der Universität Lille. Dann ging er nach Paris, wo er 1924 bei Émile Borel auf dem Gebiet der Funktionentheorie promovierte. Ab 1926 war er  zuerst Maître de conférences und dann Professor in Straßburg, bis er 1933 eine Professur in Bordeaux annahm, wo er bis zu seiner Pensionierung blieb.
Das Hauptarbeitsgebiet von Milloux war die Funktionentheorie, insbesondere die Theorie der ganzen und meromorphen Funktionen. Hier arbeitete er beispielsweise über Julia- und Borelrichtungen. Andere Resultate betreffen die Wertverteilung von Ableitungen. So zeigte er, dass man im zweiten Hauptsatz der Nevanlinna-Theorie die Anzahlfunktion der {\displaystyle a}-Stellen der Funktion {\displaystyle f} durch die Anzahlfunktion der {\displaystyle b}-Stellen einer Ableitung von {\displaystyle f} ersetzen kann, falls {\displaystyle b\neq 0} gilt. Neben seinen Ergebnissen zu diesem Thema sind auch das Problem von Carleman-Milloux sowie der hiermit verbundene Satz von Milloux-Schmidt (auch Ungleichung von Milloux-Schmidt, englisch Milloux-Schmidt inequality) mit seinem Namen verbunden.
Milloux war seit 1959 Mitglied der französischen Akademie der Wissenschaften. Er hielt Vorträge auf den Internationalen Mathematikerkongressen (ICM) 1932 in Zürich und 1936 in Oslo.